# Heinrich Joachim von der Schulenburg
Heinrich Joachim von der Schulenburg (* 11. Februar 1610 in Lieberose; † 2. Oktober 1665 in Lübben) war der letzte Landvogt der Niederlausitz.

## Leben
Heinrich Joachim war Angehöriger der Schwarzen Linie des märkischen Adelsgeschlechts von der Schulenburg. Er war der einzige Sohn des kursächsischen Oberkammerherrn und Erbherrn auf Lieberose, Joachim VII. von der Schulenburg (1574–1619) und der Sidonia von Kittlitz.
Schulenburg absolvierte sein Studium an den Universitäten in Frankfurt, Leipzig und Straßburg. Im Anschluss, in den Jahren 1627 bis 1630, unternahm er seine Kavalierstour durch Europa. Hiernach wurde er zunächst brandenburgischer Kammerherr. Kaiser Ferdinand III. erhob ihn 1644 in den Reichsfreiherrnstand. Daraufhin nahm er die Stellung eines kursächsischen Geheimen Rats an.
Er heiratete in erster Ehe 1645 Freiin Erdmuthe von Promnitz († 1650), Tochter des Landvogts Siegfried von Promnitz († 1654), seines Amtsvorgängers. Nach ihrem Tod vermählte sich Schulenburg in zweiter Ehe 1651 mit Gräfin Eleonore Magdalene von Solms (1632–1669), der Schwester der Sophie Marie von Brandenburg-Kulmbach (1626–1688).
Von 1654 bis 1665 war er letzter Landvogt der Niederlausitz. Nach seinem Tod wurde die Landvogtei 1666 ersetzt durch eine Oberamtsregierung, bestehend aus einem Präsidenten und vier Räten.
Bereits im Jahre 1622 wurde Schulenburg Erbherr auf Lambsfeld, das er spätestens 1665 mit Lieberose zu einem Majorat vereinigte. Er hatte testamentarisch verfügt, dass der als sein Universalerbe vorgesehene Achaz II. von der Schulenburg aus dem Hause Beetzendorf (1610–1680) als Majoratsherr von Lieberose auch die Freiherrenwürde erwerben müsse. Dies konnte sein Erbe 1667 bei Kaiser Leopold I. mit gleichzeitiger Wappenvermehrung durchsetzen.